# Heut’ spielt der Strauss
Heut’ spielt der Strauss ist ein deutscher Stummfilm aus dem Jahre 1928 von Conrad Wiene mit dem Ungarn Imre Ráday als Walzerkomponist Johann Strauss (Sohn) und Alfred Abel als Johann Strauss (Vater).

## Handlung
Der Film erzählt den Werdegang des jungen Komponisten Johann Strauss, der zum Walzerkönig aufsteigt. Im 19. Jahrhundert hat sich Johann Strauss Vater einen Namen als Komponist gemacht. Sein Sohn steht lange Zeit im Schatten der Alten, und das Verhältnis der beiden Männer ist von Rivalität und mangelnder Anerkennung seitens des Vaters gegenüber dem Sohn geprägt. Strauss Sohn findet in der jungen Nachbarstochter Liesl seine erste große Liebe. Bald kann der junge Strauss seine ersten künstlerischen Erfolge erreichen, und die Wiener Gesellschaft beginnt ihm zuzujubeln. Rasch reiht sich Erfolg an Erfolg, auf einer Auslandsreise nach Russland wird er zum Liebling der dortigen Kulturschickeria und wird am Hof empfangen.
Schöne Frauen umgeben ihn dort allenthalben, und Strauss vergisst darüber sein Mädchen, das in Wien auf ihn wartet. Als Johann Strauss junior nach Wien heimkehrt, muss der junge Walzerkönig erkennen, dass er über all den Ruhm und den Applaus sein wichtigstes verloren hat: Liesl hat sich in der Zwischenzeit einem anderen Mann zugewendet. Alle Mühen, ihr Herz zurückzugewinnen, scheitern fortan, denn Liesl erkennt, dass Johann Strauss, der Liebling einer ganzen Musikliebhaber-Generation, ihr niemals allein gehören wird und er auch frei für seine Anhängerschaft und seinen Kompositionen bleiben sollte: Ein begnadeter Künstler wie er muss ganz allein für seine Musik leben.

## Produktionsnotizen
Heut‘ spielt der Strauss entstand im Frühling 1928 im UFA-Studio von Berlin-Tempelhof, passierte am 22. Mai desselben Jahres die Filmzensur und wurde am 26. Oktober 1928 in Berlins Primus-Palast uraufgeführt. Die Länge des mit Jugendverbot belegten Sechsakters betrug 2608 Meter. In Österreich lief der Streifen am 12. April 1929 an.
Robert A. Dietrich schuf die Filmbauten.
Der Film erhielt das Prädikat „volksbildend“.

## Kritik
Das Neue Wiener Journal schrieb: “Der Meister des Walzers … steht im Mittelpunkt dieses ganz reizenden Films, der nicht nur sehr unterhaltsam, sondern auch äußerst interessant ist, weil er uns die Person des großen Tonkünstlers menschlich nahe zu bringen versteht. (…) Das ausgezeichnete Werk besitzt in Alfred Abel, Imre Raday, Ferdinand Bonn und Trude Hesterberg hervorragende Interpreten.”